# Sarah Palacin
Sarah Palacin (Longjumeau, 2 settembre 1988) è una calciatrice francese, attaccante del Nizza.

## Carriera

### Club
Sarah Palacin si appassiona al calcio fin da giovanissima, decidendo di tesserarsi dall'agosto 1997, all'età di 8 anni, con il Plessis Pate ES, società con la quale rimane per sei stagioni prima di trasferirsi, nel 2003, al Val d'Orge, rimanendo fino al 2008.
Nell'estate 2008 si trasferisce all'Issy, dove gioca in Division 3 Féminine, terzo livello del campionato francese e al termine della stagione 2008-2009, dove segna 5 reti su 11 incontri disputati, festeggia con le compagne la vittoria nel torneo e la conseguente promozione in Division 2. Palacin rimane con la squadra di Issy-les-Moulineaux per altre due stagioni, entrambe in D2, siglando nel campionato 2009-2010 25 reti su 21 incontri e nel successivo, sempre su 21 partite, altre 11 reti.
Durante il calciomercato estivo 2011 coglie l'occasione offertale dal Saint-Étienne, detentore della Coppa di Francia, iniziando un sodalizio con l'ASSE che durerà cinque stagioni. Quella più proficua rimarrà la 2014-2015 dove al termine del campionato con 15 reti realizzate risulta la quarta migliore realizzatrice del torneo a pari merito con la svedese Sofia Jakobsson del Montpellier. Durante il periodo con il Saint-Étienne la migliore posizione in classifica risulterà la prima, dove al termine della stagione 2011-2012 la squadra si classifica al quinto posto, mentre in Coppa di Francia la migliore prestazione è la conquista della finale al termine della stagione 2012-2013, persa 3-1 con le avversarie dell'Olympique Lione.
Nell'estate 2016 si trasferisce al Paris Saint-Germain con il quale ha la possibilità di debuttare in UEFA Women's Champions League durante la stagione 2016-2017 e dove fa il suo debutto il 6 ottobre 2016, in occasione della gara di andata dei sedicesimi di finale dove le norvegesi del LSK Kvinner vincono l'incontro 3-1.
Nell'estate 2017 ha firmato un contratto con il Fleury, neopromosso in Division 1 Féminine, rimanendovi per due stagioni, raggiungendo rispettivamente l'ottavo e il novo posto in campionato e la conseguente salvezza.
Durante il calciomercato estivo sottoscrive un accordo con l'Olympique Marsiglia, appena tornato in Division 1 dopo una stagione in cadetteria.

### Nazionale
Palacin viene convocata dalla Federazione calcistica della Francia per vestire la maglia della nazionale francese B guidata dal tecnico Jean-François Niemezcki in due occasioni, entrambe amichevoli giocate con la Polonia, la prima volta il 9 aprile 2015, incontro terminato a reti inviolate, e la seconda, il 2 marzo 2016, dove nell'Istria Cup le Blues si imposero per 5-1 sulla formazione polacca Under-19 e dove segna al 55' la rete del parziale 5-0.